# Electromedicina

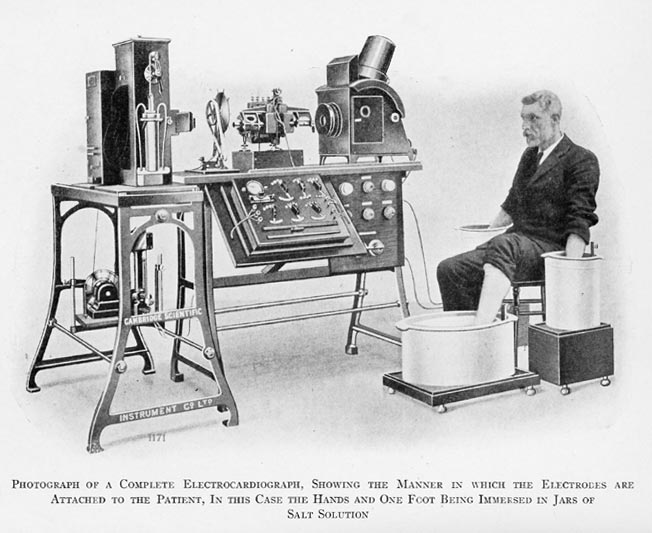
Equip d'electrocardiografia en els seus inicis, Einthoven 1906

L' electromedicina  és l'especialitat de les Ciències de la Salut que estudia i analitza la cura de la Salut des del punt de vista de la Tecnologia sanitària.
En altres paraules, consisteix en la correcta planificació, aplicació i desenvolupament d'equips i tècniques utilitzades en els exàmens i tractaments mèdics, així com el control de qualitat dels equips emprats i el control i prevenció dels riscos associats.
Als països anglosaxons aquesta especialitat es coneix com a Enginyeria Clínica (tot i que les funcions i atribucions d'aquests professionals poden variar d'un país a un altre).
Els professionals de l'electromedicina són Enginyers Clínics, Físics i Tècnics d'Electromedicina (als EUA BMET) especialitzats a solucionar i facilitar qualsevol problema relacionat amb tecnologia electrònica en medicina, en tot el seu cicle de vida: adquisició, instal·lació/validació, manteniment, ús i retirada al final de la seva vida útil.
Segons la nomenclatura derivada de les Directives Europees a més de com "equips electromèdics" ens referirem a ells com "PSANI Productes Sanitaris Actius No implantables" en ser producte sanitari actiu (utilitza una font d'energia) i que no és un implant (per contraposició als productes sanitaris actius implantables com ara els marcapassos). Els productes sanitaris estan inclosos en la categoria de Tecnologia sanitària.

## Exemples d'Equipament Mèdic
La llista d'aplicacions és molt extensa (més de 600 famílies d'equips), es llisten algunes tècniques de diagnòstic, equips i noves tecnologies.
- Tomografia per emissió de positrons
- electrobisturí
- Desfibril·lador
- Marcapassos
- Electrocardiograma
- Tomografia Axial computada
- Electroencefalografia
- Ultrasò
- Cirurgia Làser
- Cirurgia estètica
- Radioimmunoanàlisi

- Etc